# Inga portobellensis
Inga portobellensis är en ärtväxtart som beskrevs av Pehr Johan Beurling. Inga portobellensis ingår i släktet Inga och familjen ärtväxter. IUCN kategoriserar arten globalt som sårbar. Inga underarter finns listade i Catalogue of Life.